# João (argentário)

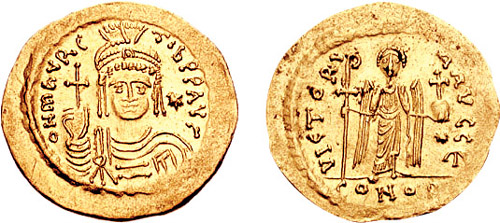
Soldo de Maurício r.

João (em latim: Ioannes) foi um argentário bizantino dos séculos VI e VII, ativo durante o reinado do imperador Maurício (r. 582–602). Exerceu ofício em Roma, onde era bem-conhecido por conceder cauções de modo a ajudar pessoas na pobreza; um certo Importuno estava entre aqueles ajudados por João. Em novembro de 600, no entanto, João esteve em apuros devido a seus registros e procurou refúgio na Igreja. O papa Gregório I (590–604), em decorrência dos fatos, escreveu carta ao prefeito pretoriano da Itália João, que à época em Ravena, solicitando que intercedesse pelo argentário.